# Harma
Harma (arab. حرمة) – miasto w saudyjskiej prowincji Rijad.